# Apo
Apo – duży stratowulkan znajdujący się na wyspie Mindanao na Filipinach w prowincji Cotabato. Jest to jednocześnie najwyższy szczyt tego kraju położony 40 km od miasta Davao w kierunku północno-wschodnim. Nazywany czasem dziadkiem lub mistrzem. Apo ma płaski szczyt z trzema wierzchołkami, na szczycie znajduje się krater o szerokości 500 m z małym jeziorem wulkanicznym. Jest źródłem energii geotermalnej, aczkolwiek data ostatniej erupcji nie jest znana. Występują solfatary.
Wulkan jest jednym z bardziej popularnych i łatwiejszych miejsc wspinaczki górskiej na Filipinach. Po raz pierwszy na szczyt dotarł Don Joaquin Rajal, 10 października 1880 r.

## Ochrona
9 maja 1936 roku Apo został objęty ochroną przez prezydenta Manuela Quezona, stał się parkiem narodowym. Szczyt jest siedliskiem ponad 270 gatunków ptaków, z czego blisko setka to gatunki endemiczne.
Mimo ustanowienia parku narodowego, ścieżki wspinaczkowe są stale zaśmiecane przez amatorów tego sportu, a postępująca erozja niszczy już ogołocone zbocza góry. 
Departament Środowiska i Zasobów Naturalnych (Department of Environment and Natural Resources) zgłosił wulkan Apo na listę światowego dziedzictwa kulturowego UNESCO. Szczyt jest centrum endemicznym wyspy Mindanao. Charakteryzuje się wysoką różnorodnością biologiczną w przeliczeniu na jednostkę powierzchni. W skład ekosystemu wchodzą trzy formacje lasów, od nizinnych tropikalnych lasów deszczowych przez lasy górskie po lasy wysokogórskie. 
Wschodnie zbocza zostały objęte programem pomocy UNESCO (UNESCO Hydrology Environment Life and Policy, HELP).